# Elecciones municipales de Lima de 2026
Las elecciones municipales de Lima de 2026 se llevarán a cabo el 4 de octubre de 2026 para elegir al Alcalde Metropolitano y al Concejo Metropolitano de Lima para el periodo 2027-2031. La elección se celebrará simultáneamente con elecciones regionales y municipales (provinciales y distritales) en todo el país.

## Sistema electoral
La Municipalidad Metropolitana de Lima es el órgano administrativo y de gobierno de la provincia de Lima. Está compuesta por el Alcalde Metropolitano, el Concejo Provincial y la Asamblea Metropolitana. Es la única municipalidad no adscrita a algún gobierno regional, ya que la provincia de Lima posee un régimen especial en su condición de capital de la República.
La votación del alcalde y el concejo se realiza con base en el sufragio universal, que comprende a todos los ciudadanos nacionales mayores de dieciocho años, empadronados y residentes en la provincia de Lima y en pleno goce de sus derechos políticos, así como a los ciudadanos no nacionales residentes y empadronados en la provincia de Lima. No hay reelección inmediata de alcaldes.
El Concejo Metropolitano de Lima está compuesto por 39 regidores elegidos por sufragio directo para un período de cuatro (4) años, en forma conjunta con la elección del Alcalde Metropolitano (quien lo preside). La votación es por lista cerrada y bloqueada. Se asigna a la lista ganadora los escaños según el método d'Hondt o la mitad más uno, lo que más le favorezca.

## Composición del Concejo Metropolitano de Lima
La siguiente tabla muestra la composición del Concejo Metropolitano de Lima antes de las elecciones.
| Partidos | Partidos                 | Regidores |
| -------- | ------------------------ | --------- |
|          | Renovación Popular       | 21        |
|          | Podemos Perú             | 7         |
|          | Somos Perú               | 5         |
|          | Frente de la Esperanza   | 3         |
|          | Alianza para el Progreso | 2         |
|          | Juntos por el Perú       | 1         |

## Sondeos de opinión
Las siguientes tablas enumeran las estimaciones de la intención de voto en orden cronológico inverso, mostrando las más recientes primero y utilizando las fechas en las que se realizó el trabajo de campo de la encuesta. Cuando se desconocen las fechas del trabajo de campo, se proporciona la fecha de publicación.

### Preferencias de voto
La siguiente tabla enumera las preferencias de voto en bruto (incluyendo blancos, viciados y sin respuesta) y no ponderadas.
Leyenda:
     Primer lugar.      Segundo lugar.      Tercer lugar.
| Encuestadora/Medio | Fecha          | Muestra | Carlos Bruce | Rafael López Aliaga | Ulises Villegas | George Forsyth | Francis Allison | Daniel Urresti | Renzo Reggia. | Ricardo Belmont | Carlos Álvarez | Jorge Muñoz | Susel Paredes | Luis Molina | Otr. | B/V  | NS/ NO |
| ------------------ | -------------- | ------- | ------------ | ------------------- | --------------- | -------------- | --------------- | -------------- | ------------- | --------------- | -------------- | ----------- | ------------- | ----------- | ---- | ---- | ------ |
| Sensor             | 22 sep 2024    | 500     | 11.2         | –                   | 8.6             | –              | 6.4             | 1.6            | –             | 1.0             | –              | 5.0         | –             | –           | 10.0 | –    | 56.2   |
| Imasolu            | 21–23 jul 2024 | 1221    | 4.7          | –                   | 4.0             | 12.8           | 10.5            | 8.2            | 4.0           | 3.0             | –              | 4.0         | 1.0           | 5.2         | –    | 10.5 | 22.1   |
| CPI                | 15–19 jul 2024 | 620     | 3.6          | 2.3                 | 1.9             | 1.7            | 1.5             | 1.1            | 1.0           | 0.9             | 0.9            | 0.7         | 0.5           | –           | 7.2  | 5.6  | 71.3   |

## Elecciones municipales distritales

### Resultados por distrito
La siguiente tabla enumera el control de los distritos de la provincia de Lima. El cambio de mando de una organización política se resalta del color de ese partido.
| Distrito                | Alcalde(sa) titular        | Partido político | Partido político         | Alcalde(sa) electo(a) | Partido político | Partido político |
| ----------------------- | -------------------------- | ---------------- | ------------------------ | --------------------- | ---------------- | ---------------- |
| Ancón                   | Samuel Daza Taype          |                  | Podemos Perú             |                       |                  |                  |
| Ate                     | Franco Vidal Morales       |                  | Avanza País              |                       |                  |                  |
| Barranco                | Jessica Vargas Gómez       |                  | Renovación Popular       |                       |                  |                  |
| Breña                   | Luis de la Mata Martínez   |                  | Podemos Perú             |                       |                  |                  |
| Carabayllo              | Pablo Mendoza Cueva        |                  | Somos Perú               |                       |                  |                  |
| Chaclacayo              | Sergio Baigorria Seas      |                  | Renovación Popular       |                       |                  |                  |
| Chorrillos              | Fernando Velasco Huamán    |                  | Alianza para el Progreso |                       |                  |                  |
| Cieneguilla             | Emilio Chávez Huaringa     |                  | Podemos Perú             |                       |                  |                  |
| Comas                   | Ulises Villegas Rojas      |                  | Somos Perú               |                       |                  |                  |
| El Agustino             | Richard Soria Fuerte       |                  | Podemos Perú             |                       |                  |                  |
| Independencia           | Alfredo Reynaga Ramírez    |                  | Somos Perú               |                       |                  |                  |
| Jesús María             | Jesús Gálvez Olivares      |                  | Renovación Popular       |                       |                  |                  |
| La Molina               | Diego Uceda Guerra-García  |                  | Renovación Popular       |                       |                  |                  |
| La Victoria             | Rubén Cano Altez           |                  | Renovación Popular       |                       |                  |                  |
| Lince                   | Malca Schnaiderman Lara    |                  | Renovación Popular       |                       |                  |                  |
| Los Olivos              | Felipe Castillo Oliva      |                  | Podemos Perú             |                       |                  |                  |
| Lurigancho-Chosica      | Oswaldo Vargas Cuéllar     |                  | Juntos por el Perú       |                       |                  |                  |
| Lurín                   | Juan Marticorena Pérez     |                  | Alianza para el Progreso |                       |                  |                  |
| Magdalena del Mar       | Francis Allison Oyague     |                  | Alianza para el Progreso |                       |                  |                  |
| Miraflores              | Carlos Canales Anchorena   |                  | Renovación Popular       |                       |                  |                  |
| Pachacámac              | Enrique Cabrera Sulca      |                  | Alianza para el Progreso |                       |                  |                  |
| Pucusana                | Juan Cuya Espinoza         |                  | Somos Perú               |                       |                  |                  |
| Pueblo Libre            | Mónica Tello López         |                  | Renovación Popular       |                       |                  |                  |
| Puente Piedra           | Rennán Espinoza Rosales    |                  | Somos Perú               |                       |                  |                  |
| Punta Hermosa           | Guillermo Fernández Otero  |                  | Avanza País              |                       |                  |                  |
| Punta Negra             | Eulogio Huyhua Ccaccya     |                  | Alianza para el Progreso |                       |                  |                  |
| Rímac                   | Néstor de la Rosa Villegas |                  | Podemos Perú             |                       |                  |                  |
| San Bartolo             | August Carbajal Schumacher |                  | Avanza País              |                       |                  |                  |
| San Borja               | Marco Álvarez Vargas       |                  | Renovación Popular       |                       |                  |                  |
| San Isidro              | Nancy Vizurraga Torrejón   |                  | Renovación Popular       |                       |                  |                  |
| San Juan de Lurigancho  | Jesús Maldonado Amao       |                  | Somos Perú               |                       |                  |                  |
| San Juan de Miraflores  | Delia Castro Pichihua      |                  | Alianza para el Progreso |                       |                  |                  |
| San Luis                | Ricardo Pérez Castro       |                  | Renovación Popular       |                       |                  |                  |
| San Martín de Porres    | Hernán Sifuentes Barca     |                  | Podemos Perú             |                       |                  |                  |
| San Miguel              | Eduardo Bless Cabrejas     |                  | Avanza País              |                       |                  |                  |
| Santa Anita             | Olimpo Alegría Calderón    |                  | Alianza para el Progreso |                       |                  |                  |
| Santa María del Mar     | Hugo Monteverde Cerrutti   |                  | Acción Popular           |                       |                  |                  |
| Santa Rosa              | George Robles Soto         |                  | Podemos Perú             |                       |                  |                  |
| Santiago de Surco       | Carlos Bruce Montes de Oca |                  | Avanza País              |                       |                  |                  |
| Surquillo               | Cintia Loayza Álvarez      |                  | Renovación Popular       |                       |                  |                  |
| Villa El Salvador       | Guido Iñigo Peralta        |                  | Alianza para el Progreso |                       |                  |                  |
| Villa María del Triunfo | Eloy Chávez Hernández      |                  | Alianza para el Progreso |                       |                  |                  |